# Nikola Tolimir
Nikola Tolimir, slovenski nogometaš, * 1. april 1989, Slovenj Gradec.
Tolimir je profesionalni nogometaš, ki igra na položaju vezista. Od leta 2018 je član avstrijskega kluba SVG Bleiburg. Pred tem je igral za slovenski Rudar Velenje, romunski Ceahlăul Piatra Neamț, ciprski Enosis Neon Paralimni in avstrijski Annabichler SV. Skupno je v prvi slovenski ligi odigral 175 tekem in dosegel 13 golov. Bil je tudi član slovenske reprezentance do 20 in 21 let.